# Jaeden Martell

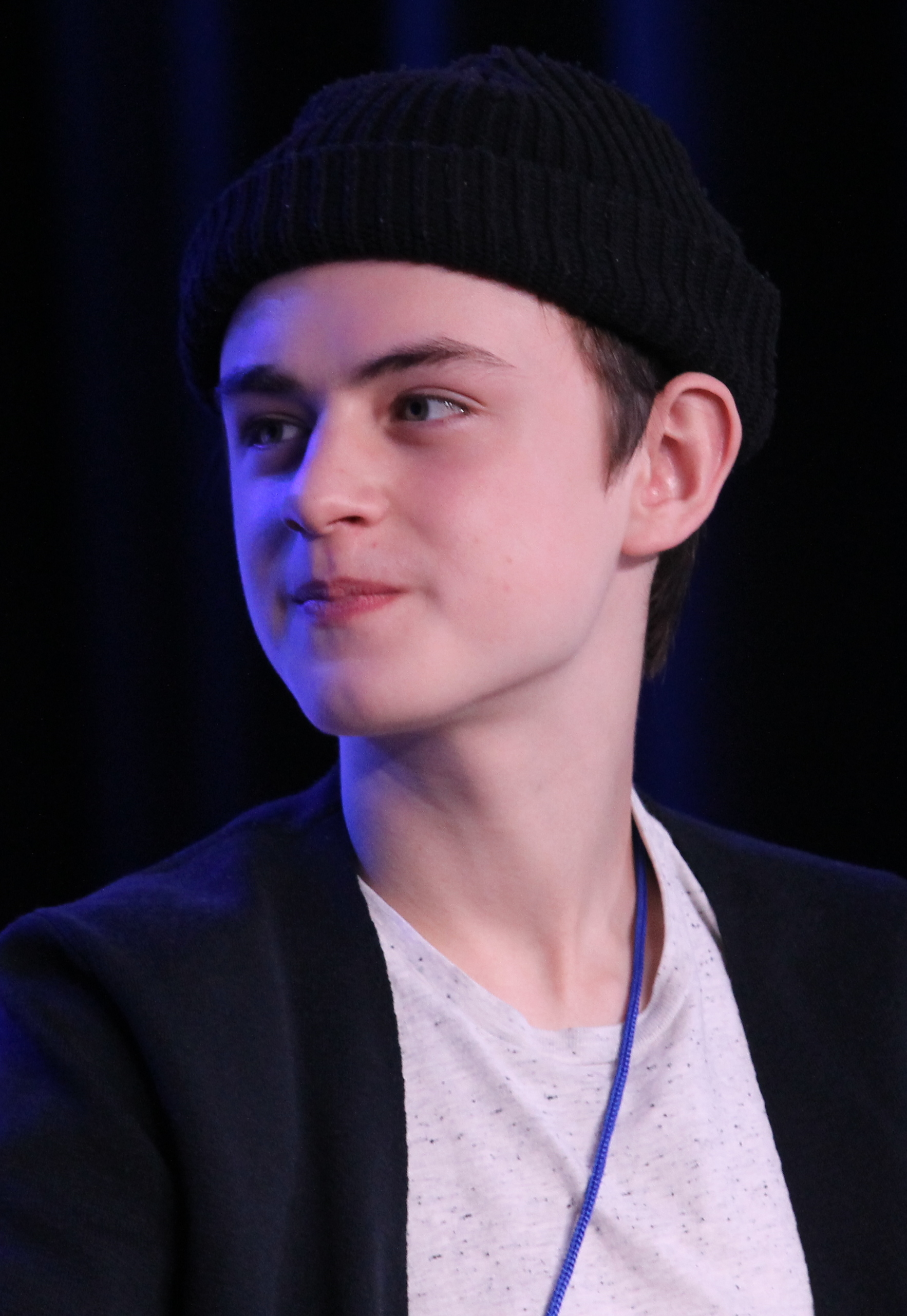
Jaeden Martell (2018)

Jaeden Martell (* 4. Januar 2003 in Philadelphia, Pennsylvania, bis 2018 Jaeden Lieberher) ist ein US-amerikanischer Schauspieler.

## Leben
Martell wurde in Philadelphia als Sohn von Angela Martell und des Fernsehkochs Wes Lieberher geboren. Er wuchs zunächst in South Philadelphia auf. Als er 8 Jahre alt war, zog er mit seiner Familie nach Los Angeles. Nach Auftritten in mehreren Werbespots und einem Kurzfilm erhielt er 2013 den Zuschlag für die Rolle des Oliver Bronstein in der Komödie St. Vincent an der Seite von Bill Murray, Melissa McCarthy und Naomi Watts. Die Rolle brachte ihm viel Kritikerlob und eine Nominierung für den Critics’ Choice Movie Award 2015 in der Kategorie Best Young Actor ein. 2015 war er im Kinofilm Aloha – Die Chance auf Glück und der Fernsehserie Masters of Sex zu sehen. Im Jahr 2016 folgte eine Rolle in Jeff Nichols’ Science-Fiction-Film Midnight Special.
Im Jahr 2017 spielte Martell in dem Colin-Trevorrow-Film The Book of Henry – erneut an der Seite von Naomi Watts – sowie in der Stephen-King-Verfilmung Es jeweils die Kinder-Hauptrolle.
Ende 2018 nahm er den Namen seiner Mutter an, bis dahin hieß er Jaeden Lieberher.

## Filmografie (Auswahl)
Filme
- 2013: Grief (Kurzfilm)
- 2014: St. Vincent
- 2014: Playing It Cool
- 2015: Aloha – Die Chance auf Glück (Aloha)
- 2016: Midnight Special
- 2016: Mein fast perfekter Vater (The Confirmation)
- 2017: The Book of Henry
- 2017: Es (It)
- 2019: The Lodge
- 2019: Low Tide
- 2019: Es Kapitel 2 (It Chapter Two)
- 2019: Knives Out – Mord ist Familiensache (Knives Out)
- 2019: The True Adventures of Wolfboy
- 2022: Metal Lords
- 2022: Mr. Harrigan’s Phone
- 2024: Y2K
- 2024: Arcadian – Sie kommen in der Nacht (Arcadian)
- 2025: Our Hero, Balthazar

Serien
- 2015–2016: Masters of Sex (11 Episoden)
- 2020: Verschwiegen (Defending Jacob)
- 2023: Barry (Episode 4x8)